# استراسبورگ ۴۶۹۰
سیارک ۴۶۹۰ (به انگلیسی: 4690 Strasbourg، نامگذاری:1983AJ) چهار هزار و ششصد و نودمین سیارک کشف شده‌است که در ۹ ژانویه ۱۹۸۳ کشف شد.
قدر مطلق سیارک برابر ۱۳٫۷۰ است.